# Grand Prix Japonska 1987
Grand Prix Japonska 1987 (oficiálně XIII Fuji Television Japanese Grand Prix) se jela na okruhu Suzuka Circuit v Suzuce v Japonsku dne 1. listopadu 1987. Závod byl patnáctým v pořadí v sezóně 1987 šampionátu Formule 1.

## Kvalifikace
| Poř.   | No. | Jezdec             | Konstruktér            | Časy v kvalifikaci | Časy v kvalifikaci | Ztráta  | Pořadí na startu |
| Poř.   | No. | Jezdec             | Konstruktér            | Q1                 | Q2                 | Ztráta  | Pořadí na startu |
| ------ | --- | ------------------ | ---------------------- | ------------------ | ------------------ | ------- | ---------------- |
| 1      | 28  | Gerhard Berger     | Ferrari                | 1:42.160           | 1:40.042           | —       | 1                |
| 2      | 1   | Alain Prost        | McLaren-TAG            | 1:42.496           | 1:40.652           | +0.610  | 2                |
| 3      | 20  | Thierry Boutsen    | Benetton-Ford          | 1:43.130           | 1:40.850           | +0.808  | 3                |
| 4      | 27  | Michele Alboreto   | Ferrari                | 1:42.416           | 1:40.984           | +0.942  | 4                |
| 5      | 6   | Nelson Piquet      | Williams-Honda         | 1:41.423           | 1:41.144           | +1.099  | 5                |
| 6      | 19  | Teo Fabi           | Benetton-Ford          | 1:43.351           | 1:41.679           | +1.673  | 6                |
| 7      | 5   | Nigel Mansell      | Williams-Honda         | 1:42.616           | Bez času           | +2.573  | 7                |
| 8      | 12  | Ayrton Senna       | Lotus-Honda            | 1:44.026           | 1:42.723           | +2.681  | 8                |
| 9      | 7   | Riccardo Patrese   | Brabham-BMW            | 1:44.767           | 1:43.304           | +3.262  | 9                |
| 10     | 2   | Stefan Johansson   | McLaren-TAG            | 1:43.612           | 1:43.371           | +3.329  | 10               |
| 11     | 8   | Andrea de Cesaris  | Brabham-BMW            | 1:46.399           | 1:43.618           | +3.576  | 11               |
| 12     | 11  | Satoru Nakadžima   | Lotus-Honda            | 1:45.898           | 1:43.685           | +3.643  | 12               |
| 13     | 18  | Eddie Cheever      | Arrows-Megatron        | 1:45.427           | 1:44.277           | +4.385  | 13               |
| 14     | 17  | Derek Warwick      | Arrows-Megatron        | 1:44.768           | 1:44.626           | +4.584  | 14               |
| 15     | 24  | Alessandro Nannini | Minardi-Motori Moderni | 1:48.948           | 1:45.612           | +5.570  | 15               |
| 16     | 9   | Martin Brundle     | Zakspeed               | 1:46.715           | 1:46.023           | +5.981  | 16               |
| 17     | 10  | Christian Danner   | Zakspeed               | 1:49.337           | 1:46.116           | +6.074  | 17               |
| 18     | 25  | René Arnoux        | Ligier-Megatron        | 1:50.542           | 1:46.200           | +6.158  | 18               |
| 19     | 30  | Philippe Alliot    | Lola-Ford              | 1:49.470           | 1:47.395           | +7.353  | 19               |
| 20     | 3   | Jonathan Palmer    | Tyrrell-Ford           | 1:48.902           | 1:47.775           | +7.733  | 20               |
| 21     | 16  | Ivan Capelli       | March-Ford             | 1:49.814           | 1:48.212           | +8.170  | 21               |
| 22     | 23  | Adrián Campos      | Minardi-Motori Moderni | 1:53.455           | 1:48.337           | +8.295  | 22               |
| 23     | 29  | Yannick Dalmas     | Lola-Ford              | 1:51.230           | 1:48.887           | +8.845  | 23               |
| 24     | 21  | Alex Caffi         | Osella-Alfa Romeo      | 1:49.017           | 1:50.902           | +8.975  | 24               |
| 25     | 26  | Piercarlo Ghinzani | Ligier-Megatron        | 1:51.554           | 1:49.641           | +9.599  | 25               |
| 26     | 4   | Philippe Streiff   | Tyrrell-Ford           | 1:50.896           | 1:49.741           | +9.699  | 26               |
| 27     | 14  | Roberto Moreno     | AGS-Ford               | 1:51.835           | 1:50.212           | +10.170 |                  |
| Zdroj: |     |                    |                        |                    |                    |         |                  |

## Závod
| Poř.   | No. | Jezdec             | Konstruktér            | Počet kol | Čas/Odstoupení    | Pořadí na startu | Body |
| ------ | --- | ------------------ | ---------------------- | --------- | ----------------- | ---------------- | ---- |
| 1      | 28  | Gerhard Berger     | Ferrari                | 51        | 1:32:58.072       | 1                | 9    |
| 2      | 12  | Ayrton Senna       | Lotus-Honda            | 51        | + 17.384          | 7                | 6    |
| 3      | 2   | Stefan Johansson   | McLaren-TAG            | 51        | + 17.694          | 9                | 4    |
| 4      | 27  | Michele Alboreto   | Ferrari                | 51        | + 1:20.441        | 4                | 3    |
| 5      | 20  | Thierry Boutsen    | Benetton-Ford          | 51        | + 1:25.576        | 3                | 2    |
| 6      | 11  | Satoru Nakadžima   | Lotus-Honda            | 51        | + 1:36.479        | 11               | 1    |
| 7      | 1   | Alain Prost        | McLaren-TAG            | 50        | + 1 kolo          | 2                |      |
| 8 (1)  | 3   | Jonathan Palmer    | Tyrrell-Ford           | 50        | + 1 kolo          | 19               |      |
| 9      | 18  | Eddie Cheever      | Arrows-Megatron        | 50        | Nedostatek paliva | 12               |      |
| 10     | 17  | Derek Warwick      | Arrows-Megatron        | 50        | + 1 kolo          | 13               |      |
| 11     | 7   | Riccardo Patrese   | Brabham-BMW            | 49        | + 2 kola          | 8                |      |
| 12 (2) | 4   | Philippe Streiff   | Tyrrell-Ford           | 49        | + 2 kola          | 25               |      |
| 13     | 26  | Piercarlo Ghinzani | Ligier-Megatron        | 48        | + 3 kola          | 24               |      |
| 14 (3) | 29  | Yannick Dalmas     | Lola-Ford              | 47        | + 4 kola          | 22               |      |
| 15     | 6   | Nelson Piquet      | Williams-Honda         | 46        | Motor             | 5                |      |
| Ret    | 25  | René Arnoux        | Ligier-Megatron        | 44        | Nedostatek paliva | 17               |      |
| Ret    | 21  | Alex Caffi         | Osella-Alfa Romeo      | 43        | Nedostatek paliva | 23               |      |
| Ret    | 14  | Roberto Moreno     | AGS-Ford               | 38        | Elektronika       | 26               |      |
| Ret    | 24  | Alessandro Nannini | Minardi-Motori Moderni | 35        | Motor             | 14               |      |
| Ret    | 9   | Martin Brundle     | Zakspeed               | 32        | Motor             | 15               |      |
| Ret    | 8   | Andrea de Cesaris  | Brabham-BMW            | 26        | Motor             | 10               |      |
| Ret    | 19  | Teo Fabi           | Benetton-Ford          | 16        | Motor             | 6                |      |
| Ret    | 10  | Christian Danner   | Zakspeed               | 13        | Motor             | 16               |      |
| Ret    | 16  | Ivan Capelli       | March-Ford             | 13        | Nehoda            | 20               |      |
| Ret    | 23  | Adrián Campos      | Minardi-Motori Moderni | 2         | Motor             | 21               |      |
| Ret    | 30  | Philippe Alliot    | Lola-Ford              | 0         | Nehoda            | 18               |      |
| DNS    | 5   | Nigel Mansell      | Williams-Honda         |           | Nehoda v tréninku |                  |      |
| Zdroj: |     |                    |                        |           |                   |                  |      |

## Průběžné pořadí po závodě
Pohár jezdců
| Pořadí | Jezdec           | Body    |
| ------ | ---------------- | ------- |
| 1      | Nelson Piquet    | 73 (76) |
| 2      | Nigel Mansell    | 61      |
| 3      | Ayrton Senna     | 57      |
| 4      | Alain Prost      | 46      |
| 5      | Stefan Johansson | 30      |
| Zdroj: |                  |         |

Pohár konstruktérů
| Pořadí | Konstruktér    | Body |
| ------ | -------------- | ---- |
| 1      | Williams-Honda | 137  |
| 2      | McLaren-TAG    | 76   |
| 3      | Lotus-Honda    | 64   |
| 4      | Ferrari        | 38   |
| 5      | Benetton-Ford  | 24   |
| Zdroj: |                |      |

Pořadí Jim Clark Trophy
| Pořadí | Jezdec           | Body |
| ------ | ---------------- | ---- |
| 1      | Jonathan Palmer  | 86   |
| 2      | Philippe Streiff | 74   |
| 3      | Philippe Alliot  | 43   |
| 4      | Ivan Capelli     | 38   |
| 5      | Pascal Fabre     | 35   |

Pořadí Colin Chapman Trophy
| Pořadí | Konstruktér  | Body |
| ------ | ------------ | ---- |
| 1      | Tyrrell-Ford | 160  |
| 2      | Lola-Ford    | 43   |
| 3      | March-Ford   | 38   |
| 4      | AGS-Ford     | 35   |